# Christian Kampmann (arkitekt)
 Der er flere personer med dette navn, se Christian Kampmann.
Christian Peter Georg Kampmann (31. august 1890 i København – 30. april 1955) var en dansk arkitekt, der var søn af Hack Kampmann og bror til Hans Jørgen Kampmann.
Forældre: Arkitekt, senere kgl. bygningsinspektør Hack Kampmann og hustru. Broder til Hans Jørgen Kampmann. Gift 2. marts 1921 i København med Kirsten Bergsøe, født den 9. august 1897 på Frederiksberg som datter af postekspedient, senere overpostinspektør Jørgen Bergsøe og Louise Alvilde Brummé.

## Uddannelse
Student 1908; optaget på Kunstakademiets Arkitektskole januar 1909; afgang januar 1918.

## Stipendier
- Akademiets 1919, 1926
- Theophilus Hansen 1925

Rejser: 1920 Italien; 1927 Grækenland

## Udstillinger
- Kunstnernes Efterårsudstilling 1918
- Charlottenborg 1918, 1921, 1924, 1926, 1932, 1943
- Brooklyn 1927
- Bygge- og Boligudstillingen i Forum 1929

## Udmærkelser
- C.F. Hansen Medaillen 1918

## Arbejder
- Eget feriehus ved Asserbo, Tisvilde (1918)
- Medhjælper hos Hack Kampmann ved Politigaarden i Kbh. (1918-20)
- Silkeborg Toldkammer, Drewsensvej (1920, s. m. Hack Kampmann)
- Ebeltoft Toldkammer og Amtsstue, nu Glasmuseet (1921, s. m. Hack Kampmann)
- Villa, Stægers Allé 21, Frederiksberg (1924, præmieret)
- Viborg Statsskole, Skivevej (1918-26, s. m. Hack Kampmann og Johannes Frederiksen)
- Randers Statsskole, Rådmandsboulevarden (1918-26, s. m. Hack Kampmann og Johannes Frederiksen)
- Sommerhus for ingeniør Dahl, Sortebakken 1, Tisvilde (1931)
- Projekteringen af Teheran Banegård (1935, s. m. Hans Jørgen Kampmann og K.T. Seest)
- Dagmarhus og Dagmar Teatret, H.C. Andersens Boulevard 12, København (1939, s. m. Hans Dahlerup Berthelsen)
- Flyverbo, funktionærboliger i Kastrup for Det Danske Luftfartselskab (1946-49, s. m. Edvard Thomsen)

### Restaureringer
- Restaurering af Astrup Præstegård (1915, C.F. Hansen Medaillen 1918)

### Projekter
- Feriehuse (1. præmie 1916)
- Forslag til ordning af arealet om Århus Domkirke (1918, 4. præmie, s. m. Aage Rafn)
- Krematorium på Frederiksberg (4. præmie 1926, s. m. Hans Jørgen Kampmann)